# Flotație

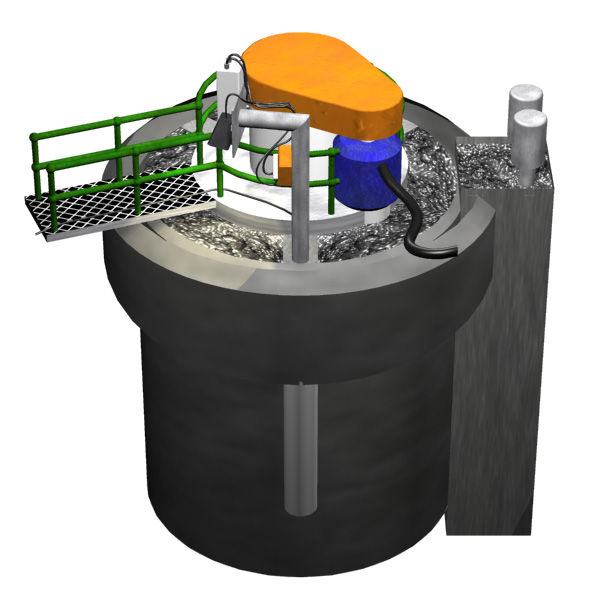
Celulă de flotație cilindrică

Flotația este o metodă de separare a materialelor hidrofobe de hidrofile, cu implicații în metalurgie, reciclarea hârtiei și industria de tratare a apelor uzate. Este o metodă prin care are loc concentrarea unor minereuri și a cărbunilor și se bazează pe proprietatea de flotabilitate (de a pluti într-un lichid, datorită tensiunilor interfaciale care apar la contactul solid-lichid-gaz).